# Ла Манга 3 (Гвајмас)
Ла Манга 3 (шп. La Manga 3) насеље је у Мексику у савезној држави Сонора у општини Гвајмас. Насеље се налази на надморској висини од 5 м.

## Становништво
Према подацима из 2005. године у насељу је живело 9 становника.

### Хронологија
| Година       | 2000 | 2005 |
| ------------ | ---- | ---- |
| Становништво | 5    | 9    |

### Попис
| # | Индикатор                        | Вредност |
| - | -------------------------------- | -------- |
| 1 | Укупно појединачних домаћинстава | 1        |